# Малюк (персонаж Астрід Ліндґрен)
Сванте Свантесон (швед. Svante Svantesson, в англійському перекладі — Eric Ericson) на прізвисько Малюк (швед. Lillebror — «братик») — популярний літературний персонаж, створений шведською письменницею Астрід Ліндґрен, головний (поряд з Карлсоном) герой трилогії про Малюка та Карлсона . В Україні також широко відомий за мультфільмом з продовженням режисера Бориса Степанцева, що є її екранізацією .

## Походження персонажа
Веселим і життєрадісним повістям про Малюка та Карлсона передував зовсім інший за настроєм літературний твір авторки: збірка казок «Крихітка Нільс Карлсон», що вийшов у 1949 році. Тут у героїв цих казок, дітей, які нерідко страждають від холоду, самотності чи хвороб, вперше з'являються вигадані друзі: крихітка Нільс Карлсон, домовеня, жива лялька, невидима сестра і, нарешті, пан Лільонкваст. Останній — герой оповідання «У країні між світлом і темрявою» — це «чарівний дядечко», який носить гострокінцевий капелюх, водить дітей у подорожі неймовірними місцями, що асоціюються з царством смерті, і втішає придуманою ним приказкою «Це не має жодного значення. Ні найменшого значення в Країні Між Світлом і Пітьмою».

## Біографія та портрет персонажа
Повісті про Малюка та Карлсона, перша з яких опублікована в 1955 році, вирішені зовсім в іншому ключі, ніж казка 1949 року, що має певні сюжетні паралелі.
Малюк Сванте Свантесон — благополучна дитина, яка належить до типового середнього класу сім'ї, яка живе в Стокгольмі. Він третя дитина у сім'ї. У квартирі сім'ї Свантесонів п'ять кімнат, у кожної дитини — своя, камін у вітальні, в якій родина збирається вечорами, у буфеті зберігається столове срібло, мама Малюка — домогосподарка: вона чудово готує тефтелі та булочки з корицею. Останні дуже любить Малюк.
На початку першої книги маленькому Сванті сім років. На початку червня йому виповнюється вісім років. Маленький Сванте в книзі описаний як «найзвичайніший малюк», у якого «блакитні очі, немиті вуха та розірвані на колінах штанці». Наголошується, що має добрі блакитні очі. Але в той же час він може побитися, образитися або сказати образу . При цьому Малюк «не вмів довго злитися».
Малюк — улюбленець усієї своєї сім'ї. Його часто балують, але незважаючи на це він нерідко почувається самотнім і незрозумілим. Брат і сестра Малюка, 14-річний Боссе і 13-річна Бетан, значно старші за нього. Їх хвилюють насамперед особисті проблеми та інтереси. Батьку та мамі теж часто не до Малюка. У Малюка є двоє друзів-однокласників, але і з ними він не близький, кажучи, що вони «на рідкість дурна вигадка».

## Характер Маля та його розвиток
Характер Малюка протиставлений характеру Карлсона , який є досить егоїстичним створенням з яскраво вираженими рисами трикстера. Самого ж Сванте відрізняють чуйність, ранимість та щирість . Такий сором'язливий, вдумливий і ранимий молодший братик, виписаний з великою ніжністю, не раз з'являється на сторінках книг Ліндґрен: це Пелле з «Ми — на острові Сальткрока», Боссе з «Ми всі з Гамірного» тощо. Кайса Ліндстен припустила, що поява подібного персонажа у письменниці віщувало формування у шведському суспільстві феміністичного ідеалу домашнього чоловіка.
Незважаючи на свідчення реального існування Карлсона, описані в книгах трилогії, Астрід Ліндґрен дає достатньо підстав вважати його плодом фантазії маленького Сванте Свантесона, його альтер-его, що виникло в результаті психологічної компенсації. Зокрема, Карлсон зазвичай з'являється, коли хлопчик відчуває самоту  . Синдром Карлсона — психологічна особливість дітей 3-7 років, які відчувають потребу в уявному товаришові.
Книги про Малюка та Карлсона багато в чому побудовані як роман виховання: Малюк росте, і перед ним постійно ставиться вибір між веселими інфантильними життєвими принципами Карлсона і мораллю своїх батьків; він поступово приходить до їх синтезу та примирення . Виховний підтекст нескладно побачити в сценах «моралізаторства [sic] домомучительки», яка у Ліндґрен представлена як досить жорстке протистояння занадто суворої виховательки з егоїстичним Карлсоном, і результат «моралізаторства» [sic] змушує відчути себе нещасними всіх трьох.
Важливим для розуміння образу Малюка є його міркування про кохання. Зокрема, з усієї розмови про те, чи не доведеться Сванте одружуватися зі «старою дружиною» свого старшого брата Боссе, подібно до того, як він доношує одяг брата, і чи не можна йому, коли він виросте, одружитися з мамою, яка у Ліндґрен, незважаючи на явну фрейдистську проблематику, вирішено з напрочуд м'яким гумором і тактом. Їх продовженням можна вважати рефлексію Малюка у відповідь на питання мами, чи кохає він Гуніллу, про свою любов до батьків, брата і сестри (хоча він і часто сердиться на Босі та Бетан), Карлсону, який живе на даху, та однокласниці Гуніллі, з якою він «може… одружиться… коли виросте, бо хочеш не хочеш, а дружину мати треба» .

## У театрі та кіно

### Відмінності «радянського» Малюка від оригінального

#### Зовнішність та біографія
У мультфільмах «Малюк і Карлсон» та «Карлсон повернувся» «дрібнобуржуазні» атрибути життя родини Свантесон були опущені, так само, як і вказівки на Швецію. Батьки Сванте набувають рис архетипових радянських інтелігентів, інженерно-технічного персоналу (ІТП): обидва ходять на роботу, носять окуляри, а батько — ще й бороду, останній любить читати газети і палить трубку  . Десятиліттям їхній вигляд був запозичений для мультфільму «Троє з Простоквашино»: приблизно так само намальовані батьки Дяді Федора (особливо це стосується батька, який зовні відрізняється лише відсутністю окуляр).
Щодо типової зовнішності Малюка, режисер Борис Степанцев скористався тут своїм попереднім досвідом. Обличчя і волосся Малюка з мультфільму намальовані на зразок головного героя попереднього мультфільму «Вовка в Тридев'ятому царстві». Майже не змінився порівняно з Вовкою і голос мультиплікаційного героя, хоча Клара Румянова, яка озвучувала Малюка, додала до нього смутку .
У мультфільмі справжнє ім'я Малюка — Сванте — ніяк не фігурує, воно зникло звідти разом з більшою частиною прикмет Швеції та Стокгольма (так з мультфільму пропадає район Васастан, натомість з'являються двоповерхові автобуси та англомовні заголовки газет) .

#### Характер
Скромний, мріючий, дружелюбний.
У книзі моменти самотності Малюка обумовлені його віком (його брат і сестра — значно старші та з іншими інтересами, а його особиста соціалізація тільки починається, незважаючи на те, що він уже ходить до школи), у мультфільмі воно здається значно непереборнішим .
Втрачена у мультфільмі та динаміка розвитку характеру, дорослішання маленького Сванте. Так, із радянського мультфільму випала важлива, з погляду психологічного символізму, зустріч Карлсона з батьками Малюка на дні народження останнього . Прибраний з мультфільму і досить глибокий психологізм сцени «приборкання домомучительки» — у мультфільмі і Карлсон, і Фрекен Бок просто грають свої ролі, не ображаючи один одного по-справжньому.
У Ліндґрен реальне цуценя, яке дарують Малюку на день народження наприкінці першої книги, не є антагоністом Карлсона, гостя зі світу уяви. Той грає зі цуценям, дарує дитині «собачий свисток». У мультфільмі ж Карлсон (а не мама, як у книзі), з'явившись утішати Малюка, коли той думає, що собаку йому не подарують, з образою в голосі каже «А як же я, адже я ж краще за собаку» і при появі цуценя зникає. Вперше ця опозиція проявляється в рецензії на казку Астрід Ліндґрен, під назвою «Найдитячіша книга», яку Володимир Глоцер опублікував у першому номері часопису «Сім'я та школа» за 1966 рік. У ній написано про «провалля», що розділяє світ батьків зі світом дитинства, в якому живе Малюк, і уособленням якого є Карлсон, про неправдоподібність зустрічі Карлсона з батьками. Глоцер говорить про суперництво Карлсона і собаки, слідуючи, мабуть, логіці мами Малюка, яка вважає, що, коли у сина буде собака, уявний друг йому не буде потрібен, і ставить питання «Хто Малюкові потрібніший і дорожчий?», відповідаючи на нього — «Карлсон» .
У мультфільмі образу Малюка супроводжують музичні теми, що виконуються на дерев'яних духових, дзвіночках і ксилофоні (у той час як для Карлсона «його» інструментом є джазовий саксофон). Тема самотності Малюка у музичному плані вирішена як варіація на тему пісень Новели Матвєєвої «Караван» та «Будинки без дахів». Цей мотив надає його самотності «дорослих» (або принаймні підліткових) ноток .
При перенесенні на екранний формат образ Малюка був помітно збіднений. Схожа трансформація відбулася з персонажем приблизно водночас при адаптації до театральної сцени. Софія Прокоф'єва пише в 1968 п'єсу за повістю Ліндґрен; її перша і найвідоміша постановка належить режисерові Маргаріті Мікаелян із Московського театру Сатири . Роль Малюка у ньому виконує актриса Тамара Муріна, у телеверсії цю роль озвучує Марія Виноградова.
І в мультфільмі, і в спектаклі Малюк втратив не тільки ім'я, а й майже цілком — рефлексію. З усієї розмови про те, чи не доведеться Сванте одружуватися зі «старою дружиною» свого старшого брата Боссе, подібно до того, як він доношує одяг брата, і чи не можна йому, коли він виросте, одружитися з мамою, у мультфільмі залишилася лише перша фраза. Втрачені й інші міркування Малюка про кохання .

### Інші екранізації
Сучасну шведсько-німецьку екранізацію казки (погано прийняту багатьма критиками, які порівнювали її з радянським мультфільмом) відрізняє дбайливе ставлення до оригіналу. Персонажів шведського мультсеріалу малювала художниця Ілон Вікланд, яка ілюструє Астрід Ліндґрен з 1954 року. Проте її ілюстрації (зокрема образ Малюка) не відрізняє харизматичністю, характерна для роботи Анатолія Савченка у радянській екранізації.